# Ilza Amado Vaz
Ilza Maria dos Santos Amado Vaz est une femme politique et juriste santoméenne qui est Première ministre de São Tomé-et-Principe du 9 au 12 janvier 2025. 
Ancienne ministre de la Justice, elle démissionne de son poste de Première ministre après seulement trois jours à ce poste.

## Biographie
Originaire de Sao Tomé-et-Principe, Amado Vaz fréquente l'Universidade de Ciências Sociais (Université des sciences sociales) à Toulouse, en France, où elle obtient un diplôme en droit. Elle devient avocate, juriste et consultante juridique, et est directrice des douanes à São Tomé de 1999 à 2016. Elle travaille également comme professeur et enseigne à l'Université Lusiada de São Tomé.
Amado Vaz est également impliquée dans la politique, étant membre du parti Action démocratique indépendante (ADI). En 2014, elle est nommée ministre de la Justice dans le gouvernement de Patrice Trovoada. Elle occupe ce poste jusqu'en 2018, mais reprend ensuite ce poste, sous le titre de ministre de la Justice, de l'Administration publique et des Droits de l'homme, poste qu'elle occupe jusqu'en 2024.
Le 6 janvier 2025, le président Carlos Vila Nova dissout le gouvernement du premier ministre Trovoada, pour une "incapacité remarquable à résoudre les nombreux défis du pays", et ordonne au parti ADI de présenter des candidats au poste de premier ministre dans les 72 heures. Le 9 janvier, le président choisit Amado Vaz comme prochain premier ministre, après avoir rejeté un candidat précédent. Cependant, à peine trois jours plus tard, le 12 janvier, elle annonce sa démission de son poste. Elle démissionne en raison de la publication prématurée au public de son projet de cabinet, déclarant que son maintien à ce poste "ne contribuerait pas au succès des politiques publiques et au développement harmonieux et pacifique de São Tomé-et-Principe".